# 岐阜羽島インターチェンジ
岐阜羽島インターチェンジ（ぎふはしまインターチェンジ）は、岐阜県羽島市江吉良町にある名神高速道路のインターチェンジである。地元では羽島インター（はしまインター）と呼ばれることも多い。
1983年（昭和58年）3月24日に供用を開始した。すでに一宮JCTの設置計画があったため、IC番号は当初から現在でも25-2である。

## 道路
- E1 名神高速道路（25-2番）

## 接続する道路
- 岐阜県道46号岐阜羽島インター線[1]

## 料金所
- レーン数：7

入口
- レーン数：3
  - ETC専用：1　
  - ETC
  - 一般：1

出口
- レーン数：4　
  - ETC専用：2
  - 一般：2

## 情報カメラ
複数のテレビ局が近隣に情報カメラを設置して岐阜羽島インターチェンジを撮影しており、ニュース番組などで岐阜羽島インターチェンジの映像が放送されている。
また、一部のテレビ局は情報カメラの映像をインターネットへライブ配信しているため、いつでも岐阜羽島インターチェンジの状況を確認する事ができる。

## 周辺
- 東海旅客鉄道（JR東海）東海道新幹線 岐阜羽島駅
- 名古屋鉄道羽島線 新羽島駅
- 名古屋鉄道竹鼻線 江吉良駅（同じ羽島市江吉良町にある）
- 旧三洋電機 岐阜事業所（ソーラーアーク）
- 千代保稲荷神社
- 岐阜県立看護大学
- バロー羽島インター店
- コストコ岐阜羽島倉庫店（岐阜県では初出店）[6]

## 隣
E1 名神高速道路
(25)一宮IC - (25-1)一宮JCT - 羽島PA（下り線のみ） - (25-2)岐阜羽島IC - (25-3)安八SIC - (26)大垣IC